# Maurilio De Zolt
Maurilio De Zolt, född 29 september 1950 i Belluno i Italien, är en italiensk före detta längdskidåkare. Han vann under sin karriär sammanlagt åtta OS- eller VM-medaljer, varav två guld. De Zolt var individuellt mest framgångsrik på 50 km.

## Biografi
De Zolt tävlade i världscupen mellan åren 1982 och 1994. Hans kanske största merit var när han 1994 vid en ålder av 43 år var med i det italienska lag som överraskande slog Norge vid OS i Lillehammer. Han vann även VM-guld 1987 på 50 km. Dessutom tog De Zolt ytterligare sju mästerskapsmedaljer vid VM och OS.
Vid OS 2006 i Turin var De Zolt en av dem som bar den olympiska elden vid invigningsceremonin.
Maurilio De Zolt har även åkt en del Vasalopp, med en fjärdeplats som bäst i Vasaloppet 1986. I 1996 års Vasalopp blev han femma. Han vann långloppet Marcialonga i Italien fyra gånger, 1986, 1987, 1991 och 1992.

## Meriter
OS
- 1988 – 2:a på 50 km[1]
- 1992 – 2:a på 50 km[1]
- 1994 – 1:a i herrarnas stafett 4x10 km[1]

VM
- 1985 – 2:a i herrarnas stafett 4x10 km[2]
- 1985 – 2:a på 50 km[3]
- 1985 – 3:a på 15 km[3]
- 1987 – 1:a på 50 km[3]
- 1991 –  3:a i herrarnas stafett 50 km[3]
- 1993 –  2:a i herrarnas stafett 4x10 km[4]